# 肯尼亞華人
肯尼亞華人，早在15世紀可能有少數定居在肯尼亞，然而，從中華人民共和國到肯尼亞的現代移民只能追溯到20世紀90年代末和21世紀初。估計在全國有3000到10000名華人。

## 移民歷史

### 鄭和艦隊
早期的中國海員與肯尼亞有很多接觸。考古學家在肯尼亞農村發現了唐代製造的中國瓷器，据信是在15世紀鄭和下西洋中帶去。在肯尼亞海岸的拉穆島上，當地的口頭傳統認為，幾百年前有20多名遇海難的中國水手，可能是鄭和艦隊成员，被沖上岸去。在殺了當地的危險殺人蟒蛇後，得到當地部落許可定居於當地，他們皈依伊斯蘭教並和當地婦女結婚。2002年，對其中一名婦女進行的DNA測試證實她是中國血統，她的女兒Mwamaka Sharifu後來獲得了中國政府獎學金在中國學習中醫。
学者弗兰克·维维亚诺在《国家地理》2005年7月的一篇文章中描述其在帕泰島和拉穆島周边地区发现陶瓷碎片，当地斯瓦希里历史博物馆的行政官员称这些陶瓷碎片源自中国，特别是郑和下西洋到东非时的陶瓷碎片。帕泰人的眼睛很像中国人，“法茂”（Famao）和“魏”（Wei）是其中一些据推测源自中国的名称，也有称帕泰人为“法茂人”的。帕泰岛上的两个地方被称为“老上加”（Old Shanga）和“新上加”（New Shanga），当年由中国水手命名，是他们的登陆点。一位自称中国人后裔的当地导游向弗兰克展示了岛上一座由珊瑚制成的墓地，称这些墓地是中国水手的坟墓，作者称这些坟墓与中国明代的坟墓“几乎相同”，有半月圆顶和梯田式入口。

### 現代移民
現代中國向肯尼亞移民的潮流可追溯到二十世紀末。直到1996年，肯尼亞幾乎沒有中國人，首都內羅畢只有一家中國餐館，但到2007年，這個城市估計有四十家中國餐館，大部分由中國移民經營。大多數華人定居在位於國家大廈附近的中國大使館和國防總部附近的一個較安全的地區。沿海城市蒙巴薩也有一些中國人。餐飲和中醫診所是華人在當地兩大產業，華人也經營進出口業務，產品有電腦，玻璃器皿，進口汽車零部件，出口魚翅片。
最近中國移民將肯尼亞的相對穩定和高經濟增長率作為選擇其目的地的因素。然而，他們中的許多人都是中年人，自2006年至2008年在大眾媒體發表的估計數，肯尼亞的華人人數在3,000到10,000人之間。

## 教育和媒體
肯尼亞有一所中國社區學校，肯尼亞中國學校成立於2006年3月，共有教師20人，其中5人教授中文，在校生200人，其中幼稚園生20人，小學生50人和130名技術學生。但只有25%是華人，孔子學院還在內羅畢大學開設了分支機構，在非洲大陸開設了第一家。中國國際廣播電台和中央電視台每天也在肯尼亞廣播公司重播幾個小時。

## 華人社區與貿易
肯尼亞一些當地的商人抱怨華人正在從他們那裡搶走工作。當地商人指責“中國商人拍攝他們的商品來複製這些設計”，並聲稱“他們在中國地方政府的支持下有不公平的優惠”，如使用廉價勞工。華人在肯尼亞的出口加工區開設了許多服裝廠，但據稱那裡的工作條件不佳。一些中國商人，特別是從事紡織行業的中國商人，積極採用肯尼亞人力資源管理人員和會計師而避免多繳稅。但肯尼亞政府正在採取各種措施，規範當地的勞工市場和跨國貿易，并努力解決中肯兩國之間的貿易不平衡，包括鼓勵中國貿易商投資當地的生產設施。
華人和中國企業在肯尼亞為當地建立了大量的基礎設施，因而受到了大部分肯尼亞當地人的尊重。然而，在肯尼亞偏遠地區工作的中國工程師，經常面臨當地暴力事件的影響而面臨危險。

## 唐人街
首都內羅畢有幾個唐人街。他們中的大多數都是很低調的，因為一些肯尼亞當地人仍對華人抱有戒心。

## 外部來源
- Yu, Xi (19 February 2007), "肯尼亚华人华侨的欢腾中国年/Kenya's Overseas Chinese Celebrate the "China Year"", China Radio International, retrieved 30 March 2009. Includes pictures of Chinese New Year celebrations in Nairobi.